# Bezsenyi Júlia
Bezsenyi Júlia (Szombathely, 1984. szeptember 29. –) labdarúgó, kapus. Jelenleg a osztrák FC Südburgenland játékosa.

## Pályafutása
A Viktória FC csapatában kezdte a labdarúgást. 2001-ben mutatkozott be az élvonalban. A szombathelyi csapattal két alkalommal bajnoki bronzérmet szerzett. 2003-ban válogatott kerettag volt, de sohasem mutatkozott be a nemzeti tizenegyben. 2003-ban az osztrák FC Südburgenland együtteséhez szerződött.

## Sikerei, díjai
- Magyar bajnokság
  - 3.: 2001–02, 2002–03
- Osztrák bajnokság
  - 2.: 2010–11
- Osztrák kupa
  - döntős: 2004